# Mycale bolivari
Mycale bolivari är en svampdjursart som beskrevs av Ferrer-Hernandez 1914. Mycale bolivari ingår i släktet Mycale och familjen Mycalidae. Inga underarter finns listade i Catalogue of Life.